# 21737 Стівеншульц
21737 Стівеншульц (21737 Stephenshulz) — астероїд головного поясу, відкритий 9 вересня 1999 року.
Тіссеранів параметр щодо Юпітера — 3,498.